# Yatta
Yatta är en japansk discolåt från 2001 med omväxlande japansk och engelsk text. Yatta är ett japanskt ord som ungefär betyder "äntligen" eller "jag klarade det". Den framfördes som en sketch av den fiktiva gruppen Happa-tai, som på engelska kallar sig Green Leaves. Videon har blivit populär på Internet.